# La rossa del bar
La rossa del bar és una pel·lícula espanyola de comèdia romàntica del 1986 dirigida per Ventura Pons i protagonitzada per Enric Majó, Ramoncín i Núria Hosta. La banda sonora la va compondre Gato Pérez. Ha estat doblada al català.

## Argument
Mario va a prendre una copa a un bar del barri xino de Barcelona i veu sorprès com una noia rossa fascinant, anomenada Marta, li llença un feix de bitllets de mil pessetes a un proxeneta, i després marxa ràpidament del bar. Mario i el proxeneta, anomenat Ortega, comencen a parlar. Ortega li diu que viu amb la rossa i que treballa per ell, però que el que l'atreuen realment són els moros i que només està amb la Marta per diners. Mario farà tot el possible per conèixer-la i viurà amb ella una curta però intensa relació.

## Repartiment
- Enric Majó com a Mario
- Núria Hosta com a	Marta
- Ramoncín com a Ortega
- Pepe Martín com a	García
- Carme Sansa com a Vera
- Mary Santpere com a dependenta
- Joan Monleón com a Carpanta
- Neus Asensi

## Premis
- V Premis de Cinematografia de la Generalitat de Catalunya: millor actriu (Núria Hosta)[5]